# Cologne Grand Prix 1983
Il Cologne Grand Prix 1983 è stato un torneo di tennis giocato sul sintetico indoor. È stata l'8ª edizione del Cologne Grand Prix, che fa parte del Volvo Grand Prix 1983. Si è giocato a Colonia in Germania, dal 24 al 30 ottobre 1983.

## Campioni

### Singolare
Matt Doyle ha battuto in finale  Hans-Dieter Beutel con il punteggio di 1–6, 6–1, 6–2

### Doppio
Nick Saviano /  Florin Segărceanu hanno battuto in finale  Paul Annacone /  Eric Korita con il punteggio di 6–3, 6–4